# Список перевалів Українських Карпат
У список перевалів Українських Карпат входять гірські перевали через хребти Українських Карпат.
З погляду топографії, перевалом є сідловина між двома висотами (горами). На лінії, що з'єднує ці висоти, перевал — це найнижча точка поверхні, а на перпендикулярі (в плані) — найвища. Зазвичай, перевал є найвищою за абсолютною висотою точкою шляху з долини в долину.
Через перевали часто проходять пішохідні та в'ючні стежки, автомобільні, залізничні та інші шляхи. Верхня частина перевалу — часто єдине рівне (і сухе) місце в горах, тому на багатьох перевалах здавна розташовували будівлі (башти, замки) або навіть невеличкі населені пункти. З військового погляду перевал може бути стратегічно важливим об'єктом.
Українські Карпати — частина гірської системи Східних Карпат західної України. Вони поділяються на Зовнішні Східні Карпати та Внутрішні Східні Карпати. Їхня довжина від верхів'їв Сяну до витоків Сучави становить 280 км, ширина понад 110 км. Займають територію Закарпатської, Львівської, Івано-Франківської та Чернівецької областей. Загальна площа гірської системи — понад 24 тис. км². Гірські хребти, розділені поздовжніми улоговинами та розмежовані глибокими поперечними долинами, простягаються, переважно, з північного заходу на південний схід.

## Перелік
— перевали Вододільного хребта
     — Східні перевали
     — Південно-західні перевали
     — Північні перевали
| Назва                    | Висота м | Область                                        | Опис маршруту                        | Координати                                                                | Зображення |
| ------------------------ | -------- | ---------------------------------------------- | ------------------------------------ | ------------------------------------------------------------------------- | ---------- |
| Копіласький              | 1500     | Івано-Франківська область Румунія              | Руська Поляна — Шибене               | 47°56′55″ пн. ш. 24°35′52″ сх. д. / 47.94861° пн. ш. 24.59778° сх. д.     |            |
| Руська Путь              | 1217     | Закарпатська область Львівська область         | Либохора — Буковець                  | 48°53′13″ пн. ш. 22°55′56″ сх. д. / 48.88694° пн. ш. 22.93222° сх. д.     |            |
| Німецький                | 1177     | Закарпатська область                           | Осмолода — Німецька Мокра            | 48°30′21″ пн. ш. 23°55′00″ сх. д. / 48.50583° пн. ш. 23.91667° сх. д.     |            |
| Легіонів, Рогодзе        | 1110     | Закарпатська область Івано-Франківська область | Бистриця                             | 48°25′24″ пн. ш. 24°08′37″ сх. д. / 48.42333° пн. ш. 24.14361° сх. д.     |            |
| Воловецький, Бескидський | 974      | Львівська область Закарпатська область         | Опорець — Скотарське                 | 48°45′29″ пн. ш. 23°18′53″ сх. д. / 48.75806° пн. ш. 23.31472° сх. д.     |            |
| Торунський               | 941      | Івано-Франківська область Закарпатська область | Вишків — Торунь                      | 48°42′10″ пн. ш. 23°38′04″ сх. д. / 48.70278° пн. ш. 23.63444° сх. д.     |            |
| Яблуницький              | 921      | Івано-Франківська область Закарпатська область | Ясіня                                | 48°18′7″ пн. ш. 24°26′45″ сх. д. / 48.30194° пн. ш. 24.44583° сх. д.      |            |
| Вороненківський          | 879,3    | Закарпатська область Івано-Франківська область | Вороненко — Ворохта                  | 48°16′58.4″ пн. ш. 24°31′54″ сх. д. / 48.282889° пн. ш. 24.53167° сх. д.  |            |
| Ужоцький                 | 852      | Закарпатська область Львівська область         | Ужок — Сянки                         | 49°00′10″ пн. ш. 22°53′15″ сх. д. / 49.00278° пн. ш. 22.88750° сх. д.     |            |
| Верецький                | 841      | Львівська область Закарпатська область         | Климець — Верб'яж                    | 48°48′51″ пн. ш. 23°10′11″ сх. д. / 48.81417° пн. ш. 23.16972° сх. д.     |            |
| Семенчук                 | 1405     | Чернівецька область                            | Шепіт — Сарата                       | 47°44′42″ пн. ш. 25°03′41″ сх. д. / 47.74500° пн. ш. 25.06139° сх. д.     |            |
| Шурдин                   | 1173,5   | Чернівецька область                            | Долішній Шепіт                       | 47°57′41″ пн. ш. 25°14′59″ сх. д. / 47.96139° пн. ш. 25.24972° сх. д.     |            |
| Джоґіль                  | 1160     | Чернівецька область                            | Шепіт — Верхній Яловець              | 47°48′57″ пн. ш. 25°06′03″ сх. д. / 47.81583° пн. ш. 25.10083° сх. д.     |            |
| Столи                    | 1130     | Івано-Франківська область                      | Поляниця                             | 48°23′23″ пн. ш. 24°21′41″ сх. д. / 48.38972° пн. ш. 24.36139° сх. д.     |            |
| Садів                    | 1077,3   | Чернівецька область                            | Долішній Шепіт                       | 47°56′38″ пн. ш. 25°19′30″ сх. д. / 47.94389° пн. ш. 25.32500° сх. д.     |            |
| Чимирнар                 | 1000,3   | Чернівецька область                            | Долішній Шепіт                       | 47°58′12″ пн. ш. 25°20′30″ сх. д. / 47.97000° пн. ш. 25.34167° сх. д.     |            |
| Переслоп                 | 994      | Івано-Франківська область                      | Яремче                               | 48°26′44″ пн. ш. 24°26′44″ сх. д. / 48.44556° пн. ш. 24.44556° сх. д.     |            |
| Фальків                  | 987      | Чернівецька область                            | Долішній Шепіт — Фальків             | 48°00′06″ пн. ш. 25°21′37″ сх. д. / 48.00167° пн. ш. 25.36028° сх. д.     |            |
| Кривопільський           | 970      | Івано-Франківська область                      | Ворохта — Верховина                  | 48°12′47″ пн. ш. 24°40′18″ сх. д. / 48.21306° пн. ш. 24.67167° сх. д.     |            |
| Мочерка                  | 970      | Чернівецька область                            | Долішній Шепіт — Банилів-Підгірний   | 48°02′33″ пн. ш. 25°21′07″ сх. д. / 48.04250° пн. ш. 25.35194° сх. д.     |            |
| Вишківський              | 931      | Івано-Франківська область                      | Мислівка — Вишків                    | 48°44′30″ пн. ш. 23°40′58″ сх. д. / 48.74167° пн. ш. 23.68278° сх. д.     |            |
| Буковецький              | 835      | Івано-Франківська область                      | Буковець                             | 48°12′25″ пн. ш. 24°55′25″ сх. д. / 48.20694° пн. ш. 24.92361° сх. д.     |            |
| Німчич                   | 580      | Чернівецька область                            | Виженка                              | 48°11′21″ пн. ш. 25°09′24″ сх. д. / 48.18917° пн. ш. 25.15667° сх. д.     |            |
| Тухольські ворота        | 441      | Львівська область                              | Сколе                                | 49°03′05″ пн. ш. 23°31′47″ сх. д. / 49.05139° пн. ш. 23.52972° сх. д.     |            |
| Околе                    | 1194     | Закарпатська область                           | Чорна Тиса — Лопухів                 | 48°19′47″ пн. ш. 24°09′22″ сх. д. / 48.32972° пн. ш. 24.15611° сх. д.     |            |
| Рахівський               | 1024     | Закарпатська область                           | Рахів — Косівська Поляна             | 48°03′19″ пн. ш. 24°09′03″ сх. д. / 48.05528° пн. ш. 24.15083° сх. д.     |            |
| Присліп                  | 937,6    | Закарпатська область                           | Тюшка — Лисичово                     | 48°32′36″ пн. ш. 23°21′53″ сх. д. / 48.54333° пн. ш. 23.36472° сх. д.     |            |
| Кобилецький              | 870      | Закарпатська область                           | Косівська Поляна — Кобилецька Поляна | 48°02′12″ пн. ш. 24°05′38″ сх. д. / 48.03667° пн. ш. 24.09389° сх. д.     |            |
| Латорицький              | 770      | Закарпатська область Львівська область         | Латірка — Івашківці                  | 48°48′31″ пн. ш. 23°01′11″ сх. д. / 48.80861° пн. ш. 23.01972° сх. д.     |            |
| Присліп                  | 836      | Закарпатська область                           | Німецька Мокра — Колочава            | 48°23′57″ пн. ш. 23°47′26″ сх. д. / 48.39917° пн. ш. 23.79056° сх. д.     |            |
| Синевирський             | 793      | Закарпатська область                           | Міжгір'я — Синевир                   | 48°32′19″ пн. ш. 23°35′53″ сх. д. / 48.53861° пн. ш. 23.59806° сх. д.     |            |
| Уклин                    | 551,9    | Закарпатська область                           | Верхня Грабівниця — Уклин            | 48°42′36″ пн. ш. 22°59′33″ сх. д. / 48.71000° пн. ш. 22.99250° сх. д.     |            |
| Новоселицький            | 913      | Львівська область Закарпатська область         | Ялинкувате — Новоселиця              | 48°43′17″ пн. ш. 23°29′01″ сх. д. / 48.7214442° пн. ш. 23.4835741° сх. д. |            |
| Бухів                    | 667      | Львівська область                              | Борислав — Східниця                  | 49°14′58″ пн. ш. 23°21′08″ сх. д. / 49.2493365° пн. ш. 23.3521553° сх. д. |            |
| Турківський серпантин    | 630      | Львівська область                              | Турка                                | 49°11′01″ пн. ш. 23°02′47″ сх. д. / 49.1835465° пн. ш. 23.0465112° сх. д. |            |
| Дрогобицький серпантин   | 310      | Львівська область                              | Почаєвичі — Дрогобич                 | 49°21′19″ пн. ш. 23°34′20″ сх. д. / 49.3553508° пн. ш. 23.5722654° сх. д. |            |
| Локотський               | 512      | Львівська область                              | Рибник                               | 49°11′13″ пн. ш. 23°18′10″ сх. д. / 49.1868594° пн. ш. 23.3028750° сх. д. |            |
| Присліп                  | 640      | Львівська область                              | Ісаї                                 | 49°14′30″ пн. ш. 23°05′55″ сх. д. / 49.2416057° пн. ш. 23.0984907° сх. д. |            |